# Torben Winther
Torben Winther (født 16. januar 1949 i Holbæk) er en dansk håndboldtræner, der i perioden 2000-2005 var landstræner for Danmark. Han var succesrig, opnåede to EM-bronzemedaljer og fik sat dansk herrehåndbold på verdenskortet. I 2005 blev han skubbet ud, angiveligt på grund af en skuffende 13. plads ved VM 2005, men meget hurtigt efter fyringen annonceredes at Ulrik Wilbek overtog landstrænerjobbet.

## Trænerkarriere
- 1982-1986: Helsingør FC
- 1986-1989: SAGA/FIF
- 1989-1990: Rødovre HKs kvinder
- 1990-1994: Helsingør IF
- 1994-1997: Roar Roskilde
- 1997-2000: Team Helsinge
- 2000-2005: Landstræner for Danmark
- 2005-2006: Nordsjælland Håndbold
- 2006: Holbæk Elitesport
- 2007-2010: Ystads IF
- 2010- : HC Kriens-Luzern